# Muraltia pappeana
Muraltia pappeana är en jungfrulinsväxtart som beskrevs av William Henry Harvey. Muraltia pappeana ingår i släktet Muraltia och familjen jungfrulinsväxter. Inga underarter finns listade i Catalogue of Life.